# Esmaeil Tark
Esmaeil Tark est un karatéka iranien surtout connu pour avoir remporté une médaille de bronze en kumite individuel masculin moins de 80 kilos aux championnats du monde de karaté 2006 à Tampere, en Finlande.

## Palmarès
- 15 octobre 2006 :  Médaille de bronze en kumite individuel masculin moins de 80 kilos aux championnats du monde de karaté 2006 à Tampere, en Finlande[1].